# Britta Becker (Regisseurin)
Britta Becker (* 23. März 1965) ist eine deutsche Kamerafrau und Regisseurin.
Nach dem Abitur 1984 und einer darauf folgenden kaufmännischen Ausbildung war sie zunächst als Praktikantin bei einer Dokumentarfilm-Produktion tätig. Anschließend arbeitete Becker als Kameraassistentin vor allem bei Spielfilmen und Werbefilmen. 1998 machte sie sich als freie Kamerafrau selbständig, und seit 2005 hat sie auch in mehreren Dokumentationen die Regie übernommen. Seit 2005 ist sie außerdem regelmäßig als Dozentin tätig.
Bekannt wurde Britta Becker durch ihre Dokumentation Die besten Frauen der Welt über die deutsche Fußballnationalmannschaft der Frauen bei der Weltmeisterschaft 2007 in China.

## Projekte (Auswahl)
- 1994: Keiner liebt mich, Kameraassistentin
- 1995: Das Superweib, Kameraassistentin
- 2001: Das Sams, Second Unit-Kamera
- 2001: Bibi Blocksberg, Second Unit-Kamera
- 2007: Die besten Frauen der Welt, Regie und Kamera